# Saint-Crépin-aux-Bois

Saint-Crépin-aux-Bois este o comună în departamentul Oise, Franța. În 1 ianuarie 2022 avea o populație de 175 de locuitori.